# Sottunga
Sottunga este o comună din Finlanda.